# Anthony Peden
Anthony Thomas Peden (Manly, 15 de septiembre de 1970) es un deportista australiano que compitió en ciclismo en la modalidad de pista, especialista en las pruebas de keirin y tándem. Desde 1998 compitió bajo la bandera de Nueva Zelanda.
Ganó dos medallas en el Campeonato Mundial de Ciclismo en Pista, plata en 1999 y bronce en 1992.

## Medallero internacional
| Representando a Australia     |                   |                   |             |
| Campeonato Mundial            |                   |                   |             |
| Año                           | Lugar             | Medalla           | Competición |
| 1992                          | Valencia (España) | Medalla de bronce | Tándem (A)  |
| Representando a Nueva Zelanda |                   |                   |             |
| Campeonato Mundial            |                   |                   |             |
| Año                           | Lugar             | Medalla           | Competición |
| 1999                          | Berlín (Alemania) | Medalla de plata  | Keirin      |